# 名古屋市立日比津小学校
名古屋市立日比津小学校（なごやしりつ ひびつしょうがっこう）は、名古屋市中村区高道町の公立小学校。

## 歴史

### 沿革
- 1873年（明治6年）10月17日 - 日比津村において大貫学校が設立される[1]。
- 1876年（明治9年）9月 - 泥津学校となる[1]。
- 1886年（明治19年）4月 - 尋常小学日比津学校となる[1]。
- 1893年（明治26年） - 日比津尋常小学校となる[1]。
- 1907年（明治40年） - 日比津・鷹場・稲葉地・中村の各尋常小学校が統合され、中村尋常小学校が成立[1]。
- 1921年（大正10年） - 名古屋市編入に伴い、名古屋市立中村尋常小学校となる[1]。
- 1940年（昭和15年）11月5日 - 中村・亀島・則武・枇杷島・栄生の各尋常小学校より分離し、名古屋市立日比津尋常小学校が成立[1]。
- 1941年（昭和16年）4月 - 名古屋市日比津国民学校となる[1]。
- 1947年（昭和22年）4月 - 名古屋市立日比津小学校となる[1]。
- 1959年（昭和34年）4月 - 分校が設立される[1]。
- 1963年（昭和38年）4月 - 分校が名古屋市立諏訪小学校となる[1]。
- 1985年（昭和60年） - 「日比津の森」が整備される[1]。

## 通学区域
所管する名古屋市教育委員会は、2019年（令和元年）9月1日現在、中村区のうち、猪之越町・栄生町・塩池町・新富町・大日町・高道町1丁目・同2丁目・同4丁目・同5丁目・千原町および井深町・佐古前町・十王町・高道町3丁目・同6丁目・森田町1丁目の各一部を通学区域として指定している。
また、卒業後の進学先は名古屋市立日比津中学校となっている。

### WEB
1. ↑  名古屋市教育委員会事務局総務部教育環境計画室計画係 (2019年9月1日). “名古屋市立小・中学校の通学区域一覧（中村区）” (PDF).   名古屋市. 2020年8月12日閲覧。
2. ↑  名古屋市教育委員会事務局総務部教育環境計画室計画係 (2018年4月1日). “名古屋市立中学校区一覧（小→中）” (PDF).   名古屋市. 2020年8月12日閲覧。

### 書籍
1. 1 2 3 4 5 6 7 8 9 10 11 12 13  中村区制施行50周年記念事業実行委員会記念誌編集委員会 1987, p. 98.